# Събуждането на Рип
„Събуждането на Рип“ (на английски: Awakening of Rip) е американски късометражен драматичен ням филм на режисьора Уилям Кенеди Диксън с участието на Джоузеф Джеферсън, заснет по мотиви от романа „Рип ван Уинкъл“ на Уошингтън Ървинг. Премиерата на филма в САЩ се състои през септември 1896 година.

## В ролите
- Джоузеф Джеферсън като Рип ван Уинкъл[2]

## Продукция
Снимките на филма протичат в Бъзардс Бей, Масачузетс през месец август на 1896 година. Първите негови копия са направени на 4 февруари 1897 година.

## Реализация
През 1903 година „Събуждането на Рип“ е определен като първата екранизация за героя Рип ван Уинкъл. През 1995 година е възстановен от „Библиотеката на конгреса на САЩ“ и е предаден за съхранение в „Националния филмов регистър“.